# 望月祐多
望月 祐多（もちづき ゆうた、1967年3月14日 - ）は、日本の実業家、元俳優、元声優。
本名：松川 学（）。三穂の郷農園代表取締役社長。
神奈川県横浜市出身。ジャパンアクションクラブ出身。

## 来歴
関東学院六浦小学校 → 関東学院六浦中学・高等学校卒業。
1984年、ジャパンアクションクラブ（JAC）の養成所に入り、1986年にJACに15期生として入団。舞台を中心に活動し、「松川 幸樹」の芸名で1990年よりテレビドラマにも出演するようになる。
1991年に芸名を「望月 祐多」に改め、東映のスーパー戦隊シリーズ『鳥人戦隊ジェットマン』第40・41話に「ネオジェットマン」のリーダー「J1」役で出演。翌年（1992年）には、『恐竜戦隊ジュウレンジャー』の主人公であるゲキ / ティラノレンジャー役に抜擢される。実兄との戦いや別れを経て成長する、まっすぐな熱血漢のプリンス役を演じた。
1993年にミュージカル『美少女戦士セーラームーン』に出演し、2001年まで同ミュージカルに出演した（一部の作品ではアクション指導を担当した）。セーラームーン界隈では「もっちー」の愛称で知られる。
1994年に映画『仮面ライダーJ』の主演・瀬川耕司 / 仮面ライダーJ役を演じた。
1996年、『花より男子』の美作あきら役を皮切りに、声優に転身。
2005年ごろに芸能界を引退。現在は岡山県に在住し、梅や蜂蜜などを生産している「三穂の郷農園」を経営している。
引退後もイベントなどには定期的に出演しており、2014年1月公開の映画『獣電戦隊キョウリュウジャーVSゴーバスターズ 恐竜大決戦! さらば永遠の友よ』では21年ぶりにゲキ / ティラノレンジャー役を演じた。

## 人物
趣味は読書、映画鑑賞。特技は、空手、サッカー、器械体操、スキー。
体操は、小学2年生のころに『ウルトラマンレオ』を真似てバック転を一発で成功させたことをきっかけに教室に通うようになった。空手やサッカーは中学生から始めた。学生時代は空手の選手か指導員になることを考えていたが、空手の世界大会のチラシにJACの演舞があることも載っており、友人の勧めもあって新期生に応募した。オーディションでは、面接官の志穂美悦子から一生やっていく覚悟があるかと問われ「はい」と返事をしたが、その後引退したため結果的に嘘になってしまったと述べている。
19歳の時には『仮面ライダーBLACK』のオーディションを受けたが、本人いわく「かすりもしなかった」とのこと。
望月自身は、戦隊といえば『秘密戦隊ゴレンジャー』しか知らなかったため、『ジュウレンジャー』というタイトルを聞いた際は「そうか、今度は10人か。でも10人で横に並んだら一人一人は小さくなっちゃうなあ」と思ったという。望月は、JAC所属だがミュージカルを中心に活動していたためこの時点ではアクションは未経験であったが、第2話の撮影でジェットコースターのレール上での立ち回りを演じたことで、大抵のことは大丈夫だと思える自信を得たという。
『ジュウレンジャー』で共演した高安青寿とは以前からの知り合いで、オーディションに合格した際はスタッフが高安と連絡が取れなかったため望月が合格を伝えたという。共演者らとはその後も個別に連絡を取り合ってはいたが、『キョウリュウジャーVSゴーバスターズ』で再共演したことをきっかけに、同作品に出演していなかった和泉史郎も含めメンバーが集う機会が増えたという。
ゲキに兄がいるという設定は最初の予定にはなく、第18話でバーザに問い詰めるシーンでは、自身の素の気持ちもかなり入っていたとしているとDVDブックレットのインタビューで語っている。
『ジュウレンジャー』のゲキが初めから戦士であったのに対し、『仮面ライダーJ』の瀬川は「普通の人間が事件に巻き込まれ、改造されてから変身して強くなる」ということで、監督の雨宮慶太からもその差を出してほしいと言われたという。また、雨宮はインタビューで望月がほとんどのアクションを吹き替えなしで行ったため厳しいスケジュールの中で助けになったと述べている。

## 出演

### テレビドラマ
- 新吾十番勝負（1990年1月3日、テレビ朝日）
- 名奉行 遠山の金さんIII 第5話「罠に落ちた女の涙」（1990年8月9日、テレビ朝日） - 安
- 十七人の忍者（1990年1月10日、フジテレビ）
- スーパー戦隊シリーズ（テレビ朝日）
  - 鳥人戦隊ジェットマン 第40話「命令! 戦隊交代せよ」・第41話「変身不能! 基地壊滅」（1991年11月15日・22日） - ネオジェットマン・J1
  - 恐竜戦隊ジュウレンジャー（1992年2月21日 - 1993年2月12日） - 主演・ゲキ / ティラノレンジャー
- ハートにS X'Masスペシャル（1994年12月、フジテレビ）
- For You（1995年、フジテレビ）
- ビーファイターカブト 第13話「チェンジ!! 爆走博士」（1996年5月26日、テレビ朝日） - 俊介
- ボイスラッガー 第7話「危うしスーパーヒーロー! 吠える大捜査線」（1999年2月24日、テレビ東京） - ボイスマン / 寺野（友情出演）

### 映画
- 外科室（1992年2月8日、松竹）
- 仮面ライダーシリーズ（東映）
  - 仮面ライダーJ（1994年4月16日） - 主演・瀬川耕司 / 仮面ライダーJ
  - 仮面ライダーワールド（1994年8月6日） - 主演・仮面ライダーJの声
- スーパー戦隊シリーズ（東映）
  - スーパー戦隊ワールド（1994年8月6日） - ティラノレンジャーの声、ブラックコンドルの声
  - 獣電戦隊キョウリュウジャーVSゴーバスターズ 恐竜大決戦! さらば永遠の友よ（2014年1月18日） - ゲキ / ティラノレンジャー
- ふうせん2（1995年7月8日、彩プロ）
- 短編映画「ファイナルスピリット〜もし君がヒーローだったら〜」（2019年9月15日、秋葉原ハンドレッドスクエア倶楽部にて上映）
- スモーキー・アンド・ビター（2021年1月30日、TEAM KAMUI） - レイコの兄・ユウジ

### オリジナルビデオ
- 恐竜戦隊ジュウレンジャー ダイノビデオ（1992年、小学館） - 主演・ ゲキ
- NINE ONE くノ一妖獣伝説（1995年6月23日、JVD） - 黒瓜
- 制服狩り（1996年4月5日、彩プロ）
- 仁義12 流血の縄張（シマ）（1997年、徳間ジャパンコミュニケーションズ）

### 舞台
- JAC公演
  - スタントマン 愛の物語（1986年）
  - アドベンチャー 青春の出発（1986年）
- 野田秀樹の十二夜（1986年、日生劇場） - 祭りの人びと
- ロミオとジュリエット（1986年）
- 黒蜥蜴（1986年、松竹）
- ハムレット（1987年、南座） - 従者・役者達・ノルウェイ兵士
- にんじん（1987年）
- 玄宗と楊貴妃（1987年、新橋演舞場）
- 紺青の鈴（1987年） - 弘中
- サムソンとデリラ（1988年、神奈川県民ホール）
- 羅因伝説（1988年、新橋演舞場）
- ロミオとジュリエット（1989年） - グレゴリー
- 3つの愛のミュージカル（1989年） - クローディオ
- 乾いて候（1990年）
- 黒蜥蜴（1990年） - 木津
- フェーム '89（1990年）
- 新・四谷怪談（1991年、中座） - 石蔵
- 美少女戦士セーラームーン（サンシャイン劇場 他）
  - 美少女戦士セーラームーン 外伝ダーク・キングダム復活篇（1993年） - 斉藤訓、クンツァイト（初代）
  - 美少女戦士セーラームーン 外伝ダーク・キングダム復活篇 【改訂版】（1993年） - 地場衛 / タキシード仮面（2代目）
  - 美少女戦士セーラームーンS スーパースプリングフェスティバル（1994年） - 地場衛 / タキシード仮面
  - 美少女戦士セーラームーンS うさぎ・愛の戦士への道（1994年） - 地場衛 / タキシード仮面
  - 美少女戦士セーラームーンS 変身・スーパー戦士への道（1994年） - 地場衛 / タキシード仮面
  - 美少女戦士セーラームーンS 変身・スーパー戦士への道 【改訂版】（1995年） - 地場衛 / タキシード仮面
  - 美少女戦士セーラームーンSuperS 夢戦士・愛・永遠に（1995年） - 地場衛 / タキシード仮面
  - 美少女戦士セーラームーンSuperS 【改訂版】 夢戦士・愛・永遠に…サターン復活篇（1996年） - 地場衛 / タキシード仮面
  - 美少女戦士セーラームーンSuperS スペシャルミュージカルショー（1996年） - 地場衛 / タキシード仮面
  - 美少女戦士セーラームーン セーラースターズ（1996年） - 地場衛 / タキシード仮面
  - 美少女戦士セーラームーン セーラースターズ 【改訂版】（1997年） - 地場衛 / タキシード仮面
  - 美少女戦士セーラームーン 永遠伝説（1997年） - 地場衛 / タキシード仮面
  - 美少女戦士セーラームーン 永遠伝説 【改訂版】（1998年） - 地場衛 / タキシード仮面
  - 美少女戦士セーラームーン かぐや島伝説（1999年） - キング・エンディミオン / スペースナイト
  - 美少女戦士セーラームーン かぐや島伝説 【改訂版】（1999年） - キング・エンディミオン / スペースナイト
  - 美少女戦士セーラームーン 新 / 変身・スーパー戦士への道 ラストドラクル序曲（2000年） - ドラクル伯爵
  - 美少女戦士セーラームーン 決戦 / トランシルバニアの森 【改訂版】最強の敵 ダーク・カインの謎（2001年） - ドラクル伯爵
  - 美少女戦士セーラームーン ラスト・ドラクル最終章 超惑星デス・バルカンの封印（2001年） - ドラクル伯爵
- 幕末の暗殺者（1997年、ロストキッズ）
- ミュージカル も〜っと! おジャ魔女どれみ（2001年） - 音楽界の王様[注釈 1]
- 超鋼祈願ササヅカイン 戦いの果てに（2016年、カプセル兵団）

### テレビアニメ
- 花より男子（1996年9月8日 - 1997年8月31日、ABCテレビ・テレビ朝日系） - 美作あきら
- 夢のクレヨン王国（1997年9月7日 - 1999年1月31日、ABCテレビ・テレビ朝日系） - トモロコフスキー、緑大臣
- おジャ魔女どれみ シリーズ（1999年2月7日 - 2003年1月26日、ABCテレビ・テレビ朝日系） - 春風渓介、バトルレッド、勤勉なウサギ - 4シリーズ[一覧 1]
- 明日のナージャ 第7話 - 最終話（2003年3月16日 - 2004年1月25日、ABCテレビ・テレビ朝日系） - ティエリ・ロートシルト

### 劇場アニメ
- 花より男子（1997年3月8日、東映） - 美作あきら
- おジャ魔女どれみ#（2000年7月8日、東映） - 春風渓介
- も〜っと! おジャ魔女どれみ カエル石のひみつ（2001年7月14日、東映） - 春風渓介
- デジモンテイマーズ 暴走デジモン特急（2002年3月2日、東映） - ロコモン
- 魔女見習いをさがして（2020年11月13日、東映） - 公園の父親

### OVA
- おジャ魔女どれみナ・イ・ショ（2004年） - 春風渓介

### ドラマCD
- おジャ魔女CDくらぶ その3 おジャ魔女ハッピッピドラマシアター（1999年8月21日、バンダイ・ミュージックエンタテインメント） - 春風渓介

### その他
- 平成女学園（1993年 - 1995年、テレビ東京） - レギュラー

### シリーズ一覧
1. ↑  第1期（1999年2月7日 - 2000年1月30日）、第2期『＃』（2000年2月6日 - 2001年1月28日）、第3期『も〜っと！』（2001年2月4日 - 2002年1月27日）、第4期『ドッカ〜ン！』（2002年2月3日 - 2003年1月26日）